# 北美中部时区
北美中部时区（North American Central Time Zone）标准时间为UTC-6，夏令时间为UTC-5。

## 使用国家和地区

### 北美

#### 加拿大
完全属于本时区的加拿大省份：
- 曼尼托巴省

部分属于本时区的加拿大省份：
- 努納武特地區
- 安大略省
- 薩斯喀徹溫省

#### 美国
完全属于中部时区的州：
- 阿肯色州
- 伊利诺伊州
- 愛荷華州
- 路易斯安那州
- 明尼苏达州
- 密西西比州
- 密苏里州
- 奧克拉荷马州
- 威斯康辛州

部分属于中部时区的州：
- 部分属于山地时区
  - 堪萨斯州
  - 内布拉斯加州
  - 北达科他州
  - 南达科塔州
  - 得克萨斯州
- 部分属于东部时区
  - 阿拉巴马州
  - 佛罗里达州
  - 印第安那州
  - 肯塔基州
  - 密西根州
  - 田纳西州

#### 墨西哥
墨西哥大部分地区属于中部时区。 
墨西哥属于中部时区的州：

| - 阿瓜斯卡連特斯 - 坎佩切 - 科阿韋拉 - 科利馬 - 恰帕斯 - 墨西哥城 - 杜蘭戈 - 瓜納華托 - 格雷羅州 | - 伊達爾戈州 - 哈利斯科州 - 墨西哥州 - 米卻肯州 - 莫雷洛斯州 - 新萊昂州 - 瓦哈卡州 - 普埃布拉 - 克雷塔羅 | - 金塔納羅奧州 - 聖路易斯波托西 - 塔巴斯科州 - 塔毛利帕斯州 - 特拉斯卡拉 - 韋拉克魯斯 - 尤卡坦州 - 薩卡特卡斯 |

### 中美洲
属于UTC−6的中美洲国家：

| - 伯利兹 - 瓜地马拉 - 洪都拉斯 | - 萨尔瓦多 - 尼加拉瓜 - 哥斯达黎加 |